# منطقه ۹۵ (قطر)
منطقه ۹۵ یک منطقهٔ مسکونی در قطر است که در الوکره (شهرداری) واقع شده‌است. منطقه ۹۵ ۹۰۲٫۴ کیلومتر مربع مساحت و ۳٬۴۷۸ نفر جمعیت دارد.